# 道の駅きくがわ
道の駅きくがわ（みちのえき きくがわ）は、山口県下関市菊川町大字上岡枝にある国道491号の道の駅である。

## 施設
- 駐車場
  - 普通車：90台
  - 大型車：5台
  - 身障者用：3台
- トイレ
  - 男：大 4器、小 8器
  - 女：11器
  - 小児用：1器
  - 身障者用：2器
- 公衆電話：1台
- レストラン「よもやま」（8:30 - 20:00（夏期）、8:30 - 19:00（冬期））
菊川の名産であるそうめんを中心としたメニューとなっている。
- 喫茶店（8:30 - 10:00）
- 売店（8:30 - 20:00）
- 体験施設：パン作り体験（売店で焼きたてパンの販売も行っている）
- 休憩所
- 公園
- JA山口県・山口銀行・西京銀行・西中国信用金庫 共同ATM（JA山口県幹事）
  - JAバンクATM・CD利用手数料無料提携サービス実施。
  - YSネットサービス、4BANKSネットサービス、しんきんATMゼロネットサービスは対象外。
- 郵便ポスト（菊川郵便局）

## 休館日
- 第2水曜日

## アクセス
- 国道491号
山口県道34号下関長門線との交点（上岡枝交差点）に近い。中国自動車道小月ICから約8分。

## 周辺の名所
- 中山渓